# 渡邊泰基
渡邊 泰基（わたなべ たいき、1999年4月22日 - ）は、新潟県新潟市中央区出身のプロサッカー選手。Jリーグ・横浜F・マリノス所属。ポジションはディフェンダー（DF）。

## 来歴

### プロ入り前
新潟県出身でアルビレックス新潟U-15から前橋育英高等学校に進学。2年時の第95回全国高等学校サッカー選手権大会では左SBとして決勝まで進んだが青森山田高等学校に敗れてしまったが、大会の優秀選手に選出。3年時の第96回大会も決勝まで勝ち進み、流通経済大学付属柏高等学校との対戦において、左サイドでオーバーラップを繰り返して優勝に貢献した。

### アルビレックス新潟
2018年よりアルビレックス新潟に加入。新潟ジュニア（現U-12）出身の選手としては初のプロ契約選手となった。3月14日のルヴァンカップグループステージ第2節のFC東京戦でプロデビューを飾り、7月24日のJ2第21節モンテディオ山形戦でプロA契約の条件である900分出場を達成したことが発表された。
2019年から背番号を本間勲が長年着用した15番へ変更した。

### ツエーゲン金沢
2020年シーズンは、新潟の監督がポゼッション志向のアルベルトに変わると出番を失う。
同年7月、シーズン途中にツエーゲン金沢に期限付き移籍した。
 
2021年は37試合に出場しリーグ戦初得点を記録した。

### アルビレックス新潟復帰
2022年より、アルビレックス新潟へ復帰、左サイドバックのポジションを堀米悠斗と争った。シーズン終盤に出場機会が回ってくると高校時代から定評があったロングスローでアシストを決める活躍も見せた。
2023年、明治安田生命J1リーグ第13節横浜F・マリノス戦で千葉和彦に代わり、CBとして途中出場。以後、CBとして出場機会が増加。シーズン中盤から終盤にかけて主力CBへ成長し、アルビレックス新潟のクラブ新記録となる4試合連続無失点に貢献した。

### 横浜F・マリノス移籍
2023年12月27日、横浜F・マリノスに完全移籍で加入することが発表された。

## 所属クラブ
- アルビレックス新潟ジュニア（新潟市立桜が丘小学校）
- アルビレックス新潟U-15（新潟市立山潟中学校）
- 前橋育英高等学校
- 2018年 - 2023年 アルビレックス新潟
  - 2020年7月 - 2021年 ツエーゲン金沢（期限付き移籍）
- 2024年 - 横浜F・マリノス

## 個人成績
| 国内大会個人成績 | 国内大会個人成績 | 国内大会個人成績 | 国内大会個人成績 | 国内大会個人成績 | 国内大会個人成績 | 国内大会個人成績 | 国内大会個人成績 | 国内大会個人成績 | 国内大会個人成績 | 国内大会個人成績 | 国内大会個人成績 |
| 年度             | クラブ           | 背番号           | リーグ           | リーグ戦         | リーグ戦         | リーグ杯         | リーグ杯         | オープン杯       | オープン杯       | 期間通算         | 期間通算         |
| 年度             | クラブ           | 背番号           | リーグ           | 出場             | 得点             | 出場             | 得点             | 出場             | 得点             | 出場             | 得点             |
| 日本             | 日本             | 日本             | 日本             | リーグ戦         | リーグ戦         | リーグ杯         | リーグ杯         | 天皇杯           | 天皇杯           | 期間通算         | 期間通算         |
| ---------------- | ---------------- | ---------------- | ---------------- | ---------------- | ---------------- | ---------------- | ---------------- | ---------------- | ---------------- | ---------------- | ---------------- |
| 2018             | 新潟             | 29               | J2               | 21               | 0                | 5                | 0                | 1                | 0                | 27               | 0                |
| 2019             | 新潟             | 15               | J2               | 16               | 0                | -                | -                | 1                | 0                | 17               | 0                |
| 2020             | 新潟             | 15               | J2               | 0                | 0                | -                | -                | -                | -                | 0                | 0                |
| 2020             | 金沢             | 15               | J2               | 27               | 0                | -                | -                | -                | -                | 27               | 0                |
| 2021             | 金沢             | 15               | J2               | 37               | 2                | -                | -                | 0                | 0                | 37               | 2                |
| 2022             | 新潟             | 15               | J2               | 6                | 0                | -                | -                | 1                | 0                | 7                | 0                |
| 2023             | 新潟             | 15               | J1               | 21               | 2                | 4                | 0                | 2                | 0                | 27               | 2                |
| 2024             | 横浜FM           | 39               | J1               | 20               | 0                | 3                | 0                | 2                | 0                | 25               | 0                |
| 通算             | 日本             | 日本             | J1               | 41               | 2                | 7                | 0                | 4                | 0                | 52               | 2                |
| 通算             | 日本             | 日本             | J2               | 107              | 2                | 5                | 0                | 3                | 0                | 115              | 2                |
| 総通算           | 総通算           | 総通算           | 総通算           | 148              | 4                | 12               | 0                | 7                | 0                | 167              | 4                |

| 国際大会個人成績 | 国際大会個人成績 | 国際大会個人成績 | 国際大会個人成績 | 国際大会個人成績 |
| 年度             | クラブ           | 背番号           | 出場             | 得点             |
| AFC              | AFC              | AFC              | ACL              | ACL              |
| ---------------- | ---------------- | ---------------- | ---------------- | ---------------- |
| 2023-24          | 横浜FM           | 39               | 6                | 0                |
| 通算             | AFC              | AFC              | 6                | 0                |

出場歴
- 公式戦初出場 - 2018年3月14日 ルヴァン杯グループステージ第2節 FC東京戦（味の素スタジアム）
- Jリーグ戦初出場 - 2018年6月16日 J2第19節 アビスパ福岡戦（レベルファイブスタジアム）
- Jリーグ初得点 - 2021年5月5日 J2第12節 水戸ホーリーホック戦（石川県西部緑地公園陸上競技場）

## タイトル

### クラブ
前橋育英高校
- 全国高等学校サッカー選手権大会（2017年）

### 個人
- 全国高等学校サッカー選手権大会・優秀選手（2016年）

## 代表歴
- 日本高校選抜
  - NEXT GENERATION MATCH（2017年）